# Índio Abraão
Índio Abraão foi um índio que ficou conhecido na história de Portugal por acompanhar Pedro da Covilhã e a sua armada à ilha de Ormuz, para o ajudar a encontrar o porto de destino, na Índia em 1490. Antes da partida, Pedro da Covilhã, por intermédio de José Lamego, participou ao rei D. João II a descoberta da ilha de Madagáscar.